# Why Truth Matters
Why Truth Matters est un livre d'Ophelia Benson et de Jeremy Stangroom, publié par Continuum Books en 2006. 
Il a été largement salué lors de sa sortie, et a fait l'objet de critiques positives dans le Times Literary Supplement, The Guardian et le Financial Times. 
L'auteur Johann Hari l'a décrit comme « une réponse impertinente et profonde à cette cascade de superstition et de bêtise ».